# Santa María Ribarredonda
Santa María Ribarredonda község Spanyolországban, Burgos tartományban. Santa María Ribarredonda Villanueva de Teba, Pancorbo, Valluércanes, Quintanilla San García, Vallarta de Bureba, Zuñeda, Cubo de Bureba és Miraveche községekkel határos. Lakosainak száma 95 fő (2024).

## Népesség
A település népessége az utóbbi években az alábbiak szerint változott:
| Lakosok száma | 115  | 120  | 105  | 113  | 97   | 98   | 93   | 90   | 95   | 95   |
|               | 2001 | 2004 | 2006 | 2009 | 2011 | 2014 | 2016 | 2019 | 2021 | 2024 |